# トラビス・バザナ
- トラビス・バザーナ

トラビス・バザナ（Travis Bazzana, 2002年8月28日 - ）は、オーストラリアのニューサウスウェールズ州シドニー出身のプロ野球選手（内野手）。右投左打。MLBのクリーブランド・ガーディアンズ傘下所属。　

## 経歴

### ABL時代
オーストラリアで生まれ育つ。2018年にABLのシドニー・ブルーソックスと契約し、2021年までプレーした。

### 大学時代
2022年よりアメリカ合衆国へ渡り、オレゴン州立大学へ進学した。
2024年は58試合に出場して打率.416、28本塁打、66打点を記録した。

### ガーディアンズ傘下時代

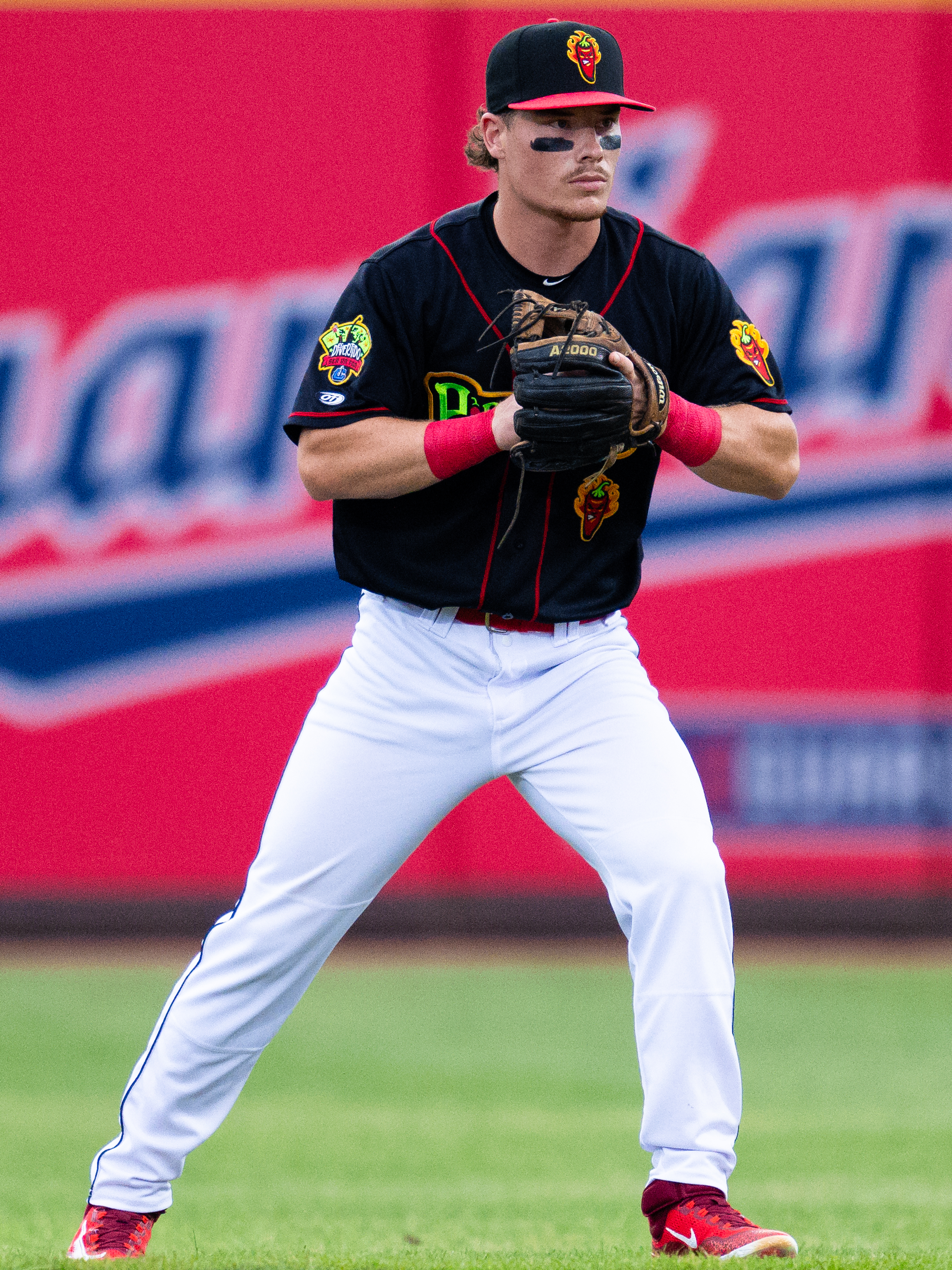
A＋級レイクカウンティ時代
(2024年7月30日)

2024年のMLBドラフト1巡目（全体1位）でクリーブランド・ガーディアンズから指名されプロ入り。契約金は895万ドル。オーストラリア出身の選手が全体1位指名されたのは史上初のことだった。また、オレゴン州立大学の選手が全体1位指名されたのは2019年のアドリー・ラッチマン以来だった。この年は傘下のA＋級レイクカウンティ・キャプテンズで27試合に出場して打率.238、3本塁打、12打点を記録した。

## 詳細情報

### 代表歴
- 2024 WBSCプレミア12 オーストラリア代表